# Fontirroig
Fontirroig és un cognom d'origen català.

## Història
Ampelio Alonso de Cadenas, Vicente de Cadenas y Vicent i Liliana Ruiz Carrasco en la seva obra "Blasonario de la consanguinitat ibèrica" afirmen que aquest és un cognom català radicat a Girona. Van passar a Mallorca, on Julià Font i Roig està enterrat a la catedral de Palma i la seva tomba és considerada d'estil neogòtic. Joanot Fontirroig, que el 1637 apareix com mercader, era avantpassat de Joan Fontirroig, que va ser confrare de Mallorca l'any 1708. Cavallers Fontirroig van ser nomenats ciutadans militars de Mallorca al llarg dels segles. Manuel Andreu Fontirroig nascut el 1898 i mort el 1976 va ser un escriptor i poeta mallorquí que es va dedicar principalment al teatre i la poesia, escrivint obres en català i en català. Consta a l'Arxiu Històric Nacional d'Espanya datat el 1918, l'expedient acadèmic de Bernat Fontirroig García, alumne de la Facultat de Ciències de la Universitat Central, natural de Maó (Menorca, Balears).
L'origen d'aquest cognom està lligat al cognom Font. S'origina la casa de "Font i Roig" o "Font i Roig" per l'enllaç matrimonial de Joan Font amb la senyora Margarita Roig de Porreres. D'aquesta casa de Font i Roig és línia la de Font de Sineu. Joan Font i Roig, el darrer home d'aquesta línia, va morir el 1825, i la seva filla i hereva casà amb Salvador Morell i Esteva.

## Descripció de l'escut heràldic
Les armes que més comunament apareixen en els diversos llocs d'internet, així com en diversos llibres que tracten el tema de l'heràldica dels cognoms són: 
El  camp de sinople, un chevrón d'or.
Però cal destacar que també es presenten altres escuts d'aquest cognom català.

## Personatges cèlebres amb el cognom Fontirroig
- Julià Fontirroig: Fra Dominic;
- Antoni Fontirroig: Fra Dominic;
- Joanot Fontirroig: Mercader;
- Joan Fontirroig: Confrare de Mallorca, pertanyent al braç noble;
- Manuel Andreu Fontirroig: Escriptor;
- Mateu Fontirroig Jordà: Educador;